# Estheria abdominalis
Estheria abdominalis är en tvåvingeart som först beskrevs av Robineau-desvoidy 1830.  Estheria abdominalis ingår i släktet Estheria och familjen parasitflugor. Inga underarter finns listade i Catalogue of Life.